# Краснов, Михаил Леонидович
Михаи́л Леони́дович Красно́в (8 [20] сентября 1898 — 13 декабря 1987) — советский офтальмолог, доктор медицинских наук, профессор. Герой Социалистического Труда (1978), лауреат Государственной премии СССР, заслуженный деятель науки и техники РСФСР.
Отец Михаила Краснова — Герой Социалистического Труда, академика АМН СССР.

## Биография
Родился в городе Спасске Пензенской губернии (ныне Пензенской области).
В 1926 году окончил медицинский факультет 2-го Московского медицинского университета. Был оставлен в ординатуре при клинике глазных болезней, работал под руководством М. И. Авербаха.
В 1931 году его пригласили работать ассистентом на кафедру глазных болезней в Центральный институт усовершенствования врачей. За первые пять лет совершенствования врачебного мастерства М. Л. Краснов выполнил ряд научных работ.
В 1936 году ему была присвоена учёная степень кандидата медицинских наук. Интересная в научном и практическом отношении работа «О влиянии на глаз некоторых специальных сталей и сплавов» стала его докторской диссертацией, которую он защитил в 1939 году.
В годы Великой Отечественной войны Краснов служил в Главном военном госпитале в Москве. Накопленный опыт он обобщил в работе «Проникающие ранения глаз», опубликованной в книге «Опыт советской медицины в Великой Отечественной войне 1941—1945 гг.».
Наряду со службой в госпитале работал в Центральном институте усовершенствования врачей и заведовал кафедрой глазных болезней 2-го Московского медицинского института, а с 1944 года — консультантом в лечебно-санитарном управлении Московского Кремля.
С 1945 года он в течение 40 лет возглавлял кафедру глазных болезней в Центральном институте усовершенствования врачей. В 1956 году стал председателем Московского научного общества офтальмологов.
Указом Президиума Верховного Совета СССР от 15 сентября 1978 года за большие заслуги в развитии народного здравоохранения, многолетнюю плодотворную научно-педагогическую деятельность и в связи с восьмидесятилетием со дня рождения Краснову Михаилу Леонидовичу было присвоено звание Героя Социалистического Труда.
Жил и работал в Москве. Скончался в 1987 году. Похоронен на Введенском кладбище (29 уч.).

## Научная деятельность
Михаил Леонидович успешно разрабатывал проблему сосудистой патологии глаз. Им разработана методика исследования глазного дна при гипертонической болезни. Высокую оценку у практических врачей получило «Руководство по глазной хирургии» (1976), в котором М. Л. Краснов был соавтором и титульным редактором.
Научное наследие М. Л. Краснова включает свыше 200 научных работ, в том числе 5 монографий. Многие работы посвящены проблеме травматизма глаз мирного и военного времени, он также изучал влияние на глаза различных химиотерапевтических средств, был инициатором внедрения в офтальмологическую практику антибиотиков и сульфаниламидов. Его монографии «Анестезиология в офтальмологии» (1959), «Офтальмология амбулаторного врача» (1969), «Диагностические ошибки в офтальмологии» (1978) не утратили своей значимости и до настоящего времени.

### Избранные труды
- Краснов М. Л. Руководство по глазной хирургии. — М.: Медицина, 1976. — 359 с.
- Краснов М. Л., Генрихович М. М. Офтальмология амбулаторного врача. — М., 1969. — 358 с.
- Краснов М. Л. Элементы анатомии в клинической практике офтальмолога. — М., 1952. — 105 с.

## Награды и звания
- Медаль «Серп и Молот» (1978)
- Два ордена Ленина
- Орден Трудового Красного Знамени
- Орден «Знак Почёта»
- Государственная премия СССР (1976)
- Заслуженный деятель науки и техники РСФСР (1957)